# Kem' (tributario del Mar Bianco)
Il Kem' (in russo Кемь?) è un fiume della Russia europea settentrionale (repubblica di Carelia), tributario del mar Bianco.

## Percorso
Nasce come unico emissario del lago Nižnee Kujto (Kujto inferiore), nella regione dei laghi careliana non molto lontano dal confine con la Finlandia; scorre dapprima con direzione meridionale, successivamente orientale, in un ambiente leggermente ondulato e ricchissimo di laghi, con un corso frequentemente interrotto da rapide. Sfocia nel mar Bianco, all'imboccatura della baia dell'Onega, nei pressi della cittadina di Kem'. Nel tratto del suo corso compreso fra i laghi Chap"jarvi e Julijarvi il fiume Kem' porta il nome di Ešanjoki.

## Bacino idrografico
I maggiori affluenti sono Čirko-Kem' e Ochta dalla destra idrografica, Kepa e Šomba (lungo 85 km) dalla sinistra. Il bacino idrografico del fiume è relativamente vasto in rapporto alla lunghezza del fiume dal momento che comprende anche i laghi Verchnee Kujto (Kujto superiore) e Srednee Kujto (Kujto di mezzo).

## Regime
Il Kem' soffre di lunghi periodi di gelo ogni anno, che si protraggono mediamente dai primi di novembre ai primi di maggio. Il fiume ha un regime caratterizzato da portate d'acqua piuttosto regolari, almeno relativamente al panorama russo: le magre invernali non sono molto accentuate, e la portata d'acqua nei periodi di piena (tarda primavera-estate) non sale eccessivamente oltre il livello delle portate di magra.
Portata media del fiume Kem' misurata presso Juškozero, in m³/s
Dati calcolati nel periodo 1936-1987